# 財産をねらえ
『財産をねらえ』（ざいさんをねらえ、原題：Wags To Riches　公開：1949年8月13日）は、アメリカ合衆国の映画会社メトロ・ゴールドウィン・メイヤー (MGM) に所属していたアニメーターのテックス・アヴェリーによる作品のひとつ。

## スタッフ
- 監督　テックス・アヴェリー
- 制作総括　フレッド・クインビー
- アニメーション制作　ボブ・キャノン　ウォルター・クリントン　マイケル・ラー　グラント・シモンズ
- 脚本　ジャック・コズグリフ　リッチ・ホーガン
- 音楽　スコット・ブラッドリー

## 内容
ある億万長者が巨万の富を残して他界。後に残されたのがドルーピーとスパイク。スパイクは自分が遺産を相続するものと期待していたが、遺書には亡くなった主人に対して善良であったドルーピーを相続人とする内容に愕然。
しかし、仮にドルーピーが死亡した場合は財産はスパイクのものになると書かれていたため、スパイクはドルーピーを亡き者にしようと様々な策を講じる。しかし、ガス漏れで爆発を起こそうとしてはドルーピーに逃げられ自分が爆発したり、カメラに大砲を仕組むもカメラが逆向きにされ自分にズドン、ライフルの引き金とドアノブを紐で結び・ドルーピーがドアを開けた際に発砲させようとするも自分が撃たれ、木を倒そうとしては自分の方に倒れ、飛び込み台を造りテニスコートをプールに見せかけるも・ドルーピーが平然と飛び込み泳ぐので自分も真似しようとすれば当然できるはずもなくぶつかり粉々になるなど、結局はやられてしまう。最後にドルーピーの口に泡を塗って狂犬に見せかけて保健所に電話する。しかし、ドルーピーの口につけた泡が扇風機の風に煽られ自分の口につけられたため間違って連行されてしまう。一方、最後までスパイクに騙されたことに気づかないドルーピーは財産を手に入れ損ねて悔しさのあまりに暴れまわる彼の姿を見て「あれが狂犬だって？本当だねぇ」と呆れて言うしかなかった。
邦題の『財産をねらえ』に相当する作品には「Wags To Riches」の他にも1956年9月21日に公開された「Millionaire Droopy」がある。前者のシネマスコープによるリメイク版で、プロデューサーはハンナ＝バーベラである。

## 登場するキャラクター
ドルーピー
今回は億万長者より財産を譲られる相続者役。スパイクに殺されそうになるも、最後まで騙されたことに気づかず狂犬のように暴れる彼を眺めるしかなかった。
スパイク
巨万の富を相続したドルーピーを亡き者とし、自ら億万長者になろうと企むがうまくいかず、最後まで財産を手に入れることができない悔しさのあまりに狂犬のように暴れ出してしまう。
主人
死去した億万長者の財産相続を告げる役として登場。「財産の相続対象者は素直な犬のドルーピーだが、ドルーピー死去の場合はスパイクに相続させる」旨を告げた。
保健所の職員
「口から泡を吹いたおかしな犬がいる」との通報で駆け付け、口に泡が付いていたスパイクを護送車へ強制収容し保健所へ連行した。

## 日本でのTV放映
TBS版の『トムとジェリー』の短編に挟まれて放映されていた。1990年頃まで地上波で再放送される。
ただし、TBS及びカートゥーン ネットワークの日本語版制作にあたり、「Wags To Riches」ではなく、リメイク作品の「Millionaire Droopy」が原版に使われた。
当時の地上波放送（現在のアナログ放送）及びカートゥーン ネットワーク（HDリマスター版（2011年4月16日以降））の規格に合わせたため、シネマスコープ版の画面は左右方向がカットされた。